# 盧文弨
盧 文弨（ろ ぶんしょう、1717年 - 1795年）は、清の考証学者。漢籍の校勘と出版で知られる。
字を召弓（または紹弓）という。室名を抱経堂（ほうけいどう）といい、『抱経堂叢書』が有名である。
なお、よく似た名前の「抱経楼」（ほうけいろう）は盧文弨の親戚にあたる盧址の室名。

## 生涯
盧文弨の原籍は紹興府余姚県であるが、先祖のときに杭州府仁和県に移住した。1752年に探花の成績で進士に及第した。翰林院編集・侍読学士・湖南学政などを歴任したが、1768年に官を辞し、江浙各地の書院で教えた。
盧文弨は同時代の戴震・段玉裁と交流を持った。多くの書籍を収集・校勘・出版したために、学者に裨益することが大であった。
日本から輸入された山井鼎『七経孟子考文』を読んで驚嘆し、それに刺激されて『十三経注疏』の校勘を行った。盧文弨の没後、阮元はその志をついで『十三経注疏』を重刻し、校勘記を作成した。

## 著作
自らが校訂した漢籍を出版した『抱経堂叢書』263巻がよく知られる。『経典釈文』『逸周書』『白虎通』『方言』『荀子』『新書』『春秋繁露』『顔氏家訓』『西京雑記』『独断』などを含む。
以下の書物も『抱経堂叢書』に含まれる。
- 『群書拾補』初編（39巻）は、諸書に引用されている古書の文章（異文・佚文）を集めたもの。
- 『抱経堂文集』（34巻）は、盧文弨による序跋・書簡などの文集。